# Unión de Scranton
La Unión de Scranton es una comunión de Iglesias veterocatólicas establecida en 2008 por la Iglesia Católica Nacional Polaca (PNCC) de los Estados Unidos, después de que la Unión de Utrecht comenzara a ordenar mujeres y a bendecir las uniones entre personas del mismo sexo. Desde entonces, se ha expandido para incluir la Iglesia Católica Nórdica (NCC), iniciada por personas que se habían separado de la Iglesia de Noruega, una iglesia estatal luterana, en oposición a prácticas similares y que ha desarrollado una teología más católica. La Iglesia Católica Nórdica incluye la Iglesia Católica de Cristo en Alemania como una iglesia hija, que traza su historia a través de la Unión de Utrecht y la Iglesia Católica Nacional Polaca, así como la Abadía de St. Severin, que es la Provincia Alemana de la Orden de Port Royal.

## Creencias
Las creencias compartidas por las iglesias miembros de la Unión de Scranton, que se distinguen de las iglesias católicas romanas y de la Unión de Utrecht, se describen en la Declaración de Scranton. La Declaración de Scranton amplía los principios de la Declaración de Utrecht al agregar expresiones de fe teológicamente conservadoras en los sacramentos del matrimonio y las órdenes sagradas. 
En la Declaración de Scranton, los signatarios rechazan el dogma de la infalibilidad papal y el episcopado universal del obispo de Roma, los pronunciamientos dogmáticos de la Inmaculada Concepción y la Asunción de María (aunque no los dogmas mismos), la ordenación de mujeres al sacerdocio, la consagración de mujeres al episcopado y la bendición de las uniones entre personas del mismo sexo. También afirman una comprensión sacrificial de la Eucaristía, no como una repetición continua ni una renovación del sacrificio de Jesús, sino como una conmemoración perpetua del sacrificio.

## Miembros
- Iglesia Católica Nacional Polaca
- Decanato de la Iglesia Católica Nacional Polaca en Italia
- Iglesia católica polaca en la República de Polonia
- Iglesia católica nórdica
- Iglesia católica nórdica en Escandinavia
- Iglesia católica nórdica en Alemania, Hungría y Suiza
- Iglesia católica nórdica en Francia
- Iglesia católica nórdica en Reino Unido
- Iglesia católica nórdica en Italia (Iglesia Viejo Católica en Italia)
- Iglesia católica nórdica en España (Iglesia Católica Antigua Española)
- Orden de Port Royal (OPR) en Alemania y Suecia

## Relaciones
La Unión de Scranton ha estado en diálogo con la Iglesia Libre de Inglaterra desde febrero de 2013.